# Triptilion
Triptilion  es un género de plantas con flores en la familia de las Asteraceae. Comprende 32 especies descritas y de estas, solo 7 aceptadas.

## Taxonomía
El género fue descrito por Ruiz & Pav. y publicado en Prodromus Plantarum Capensium, . . . 102. 1794. La especie tipo es: Triptilion spinosum Ruiz & Pav.

## Especies aceptadas
A continuación se brinda un listado de las especies del género Triptilion aceptadas hasta agosto de 2012, ordenadas alfabéticamente. Para cada una se indica el nombre binomial seguido del autor, abreviado según las convenciones y usos.
- Triptilion achilleae DC.
- Triptilion benaventei J.Rémy
- Triptilion berteroi Phil.
- Triptilion capillatum (D.Don) Hook. & Arn.
- Triptilion cordifolium Lag. ex Lindl.
- Triptilion gibbosum J.Rémy
- Triptilion spinosum Ruiz & Pav. - siempreviva de Chile[4]